# 旺角風雲
《旺角風雲》（英語：Mongkok Story）是1996年上映的一部香港電影，由葉偉信執導，梁漢文、張耀揚、蔡曉儀、駱達華等主演。劇情敍述有關以旺角所提及黑社會題材而製。

## 劇情
該片敍述於旺角茶餐廳內的良炳（梁漢文 飾）認識了比達（駱達華 飾）、甘（陳展鵬 飾） 和白花油（黃和興 飾），之後他們說述有關「福生」大哥朗青（張耀揚 飾） 過去事跡，期內在夜總會向三個女孩子胡說八道，結果發生爭執。幾天後，朗青和眾人們進行談判後，良炳慢慢變成朗青旗下一分子。在探望朗青家中，良炳在相遇初戀情人Nina（蔡曉儀 飾）。而有一天，朗青等人在電影院內，和「老豐」大哥兼電影演員雷龍（黃秋生 飾）發生爭執，因此結下仇怨。而「福生」比達因為向雷龍散播謠言而震怒，原本打算抓比達教訓，誰料抓錯良炳，結果無辜侮辱泄憤，不堪屈辱的良炳避開郎青，與兄弟掘了雷龍父親之墳放在車上，結果不和進行升級，而朗青死在雷龍手上。良炳和眾人欲為朗青進行報復，但雷龍最後死在非法入境者手上，幾天後，良炳所看到情景只不過一場空殼。

## 主要演員
| 演員   | 角色         | 簡介 | 粵語配音 |
| 梁漢文 | 梁炳文(良炳) | 旺角茶餐廳員工,后跟朗青 后被非法入境者打劫，拿掉錢后跟雷龍一起被綁著，更被其騙會給他報仇，被雷龍企圖殺害                                                                          | 雷霆     |
| 張耀揚 | 朗青         | 「福生」大哥 最終被雷龍派人追殺時，被其手下砍至重傷時被雷龍槍殺身亡 | 陳欣     |
| 蔡曉儀 | 朗朱美宜     | 梁炳文初戀情人 | 鄭麗麗   |
| 駱達華 | 比達         | 朗青手下 | 陳永信   |
| 陳展鵬 | 甘           | 朗青手下 | 鄺樹培   |
| 黃和興 | 白花油       | 朗青手下 | 郭志權   |
| 陳惠敏 | 福生         | 朗青之好友 | 楊捷康   |
| 黃秋生 | 雷龍         | 本片終極大反派 「老豐」大哥，電影演員 殺害朗青之兇手 後被非法入境者打劫，跟梁炳文被其綁著，更假裝說會給梁炳文報仇，最后企圖殺害其前因提供假銀行密碼給非法入境者而被他們活生生捅死 | 黃秋生   |
| 梁錦燊 | 竹館榮       | 福生之好友 雷龍之老大 | 潘文柏   |
| 李惠民 | 電影導演     | | 潘文柏   |
| 梁詠琳 | 媽媽生       | | 龍寶鈿   |
| 八兩金 | 的士司機     | 「老豐」成員，因聽到梁炳文、白花油及甘要對付「老豐」而持槍趕幾人下車 | 梁志達   |
| 葉偉信 |              | 車上攝影師 | 陳永信   |
| 錢榮威 |              | VCD舖客人 | 楊捷康   |
| 王文成 |              | 老豐成員大聲公 | 楊捷康   |
| 麥詠麟 |              | 打劫犯 | 楊捷康   |
| 鄭保瑞 |              | 打劫犯 | 陳欣     |
| 郭偉鐘 |              | 打劫犯 | 陳永信   |
| 蘇偉南 |              | 朗青手下 | 潘文柏   |
| 秦貴寶 |              | 雷龍手下 | 梁志達   |
| 陳少華 |              | |          |
| 範展鴻 |              | |          |

## 音樂
| 曲別   | 歌名           | 作曲   | 作詞   | 主唱   |
| ------ | -------------- | ------ | ------ | ------ |
| 主題曲 | 《祇好錯一次》 | 谷中仁 | 潘源良 | 梁漢文 |

## 獎項
| 頒獎典禮                          | 獎項       | 名字   | 結果 |
| --------------------------------- | ---------- | ------ | ---- |
| 香港電影評論學會推薦電影（第3屆） | 最佳編劇獎 | 郭偉鐘 | 獲獎 |

## 製作和拍攝
該片由衡毅影業有限公司拍攝，於1996年5月至6月初進行拍攝，而拍攝地點則全部在香港拍攝，地點包括重建前麥花臣球場、沙田寶福山等。

## 評價
在1996年，由《1996香港電影回顧》龐奴作者，所提及該片在觀影途中有一種能控制和掌握影片進程的感覺。

## 外部連結
- 互联网电影数据库（IMDb）上《旺角風雲》的资料（英文）